# 장항습지
장항습지, (Goyang Janghang Wetlands)는 경기도 고양시 일산동구 장항동에 위치해 있으며 신평동·장항동·법곳동 등 한강하구 강변 7.6km 구간의 도심 속 습지다. 바닷물과 강물이 만나는 기수역 구간으로 다양한 생태를 보여준다. 여러 천연기념물과 멸종 위기동물들을 포함해 총 1066종의 생명체가 서식한다. 멸종위기 야생생물 32종 중 조류 25종 있다. 대륙 간을 이동하는 물새의 중간기착지로 매년 3만여 마리의 철새도 도래한다. 버드나무 군락지에는 갯벌에 구멍을 파고 버드나무와 갯벌을 오가며 서식하는 말똥게가 집단으로 서식한다. 환경부 소관 람사르 습지 17곳 중 우포늪(8.609㎢) 다음으로 규모(5.956㎢)가 크다. 장항습지가 람사르협약 사무국으로부터 람사르 습지로 21일 공식 인정받았다. 경기 지역 내륙 습지 가운데는 첫 공식 등록이다. 생태적 가치를 국제적으로 인정받은 것이다. 이로써 한국은 1997년 ‘대암산 용늪’이 람사르 습지로 처음 등록된 후 총 24곳의 람사르 습지를 보유하게 됐다. 람사르 습지는 희귀하고 독특한 습지 유형을 보이거나, 생물 다양성이 풍부해 보전 가치가 있는 등 국제적으로 생물 다양성 보전에 중요한 지역이라고 람사르협약 사무국에서 인정하는 곳이다. 1971년 2월 이란의 람사르에서 채택됐고 우리나라는 1997년 3월 101번째로 가입했다. 171개 국가에 총 2421곳의 습지가 람사르 습지로 등록돼 있다.